# طارش كونا
طارش كونا (بالبرتغالية: Talles Henrique Cunha‏) (13 مارس 1989 في موجي غواكو في البرازيل – )؛ هو لاعب كرة قدم كان يلعب كمهاجم.

## وصلات خارجية
- طارش كونا على موقع رابطة كرة القدم اليابانية للمحترفين (اليابانية)
- طارش كونا على موقع قاعدة بيانات كرة القدم.إي يو (الإنجليزية)
- طارش كونا على موقع Soccerway.com (الإنجليزية)
- طارش كونا على موقع عالم كرة القدم.نت (الإنجليزية)